# يان كامبل (مغني)
يان كامبل (بالإنجليزية: Ian Campbell)‏ هو مغني بريطاني، ولد في 10 يونيو 1933 في أبردين في المملكة المتحدة، وتوفي في 24 نوفمبر 2012.

## روابط خارجية
- يان كامبل على موقع IMDb (الإنجليزية)
- يان كامبل على موقع ميوزك برينز (الإنجليزية)
- يان كامبل على موقع ديسكوغز (الإنجليزية)